# Randy Savage
Pour les articles homonymes, voir Savage.
Randall Mario Poffo (né le 15 novembre 1952 et mort le 20 mai 2011), plus connu sous son nom de ring Randy Savage, mais aussi sous le surnom Macho Man, est un catcheur et acteur américain.
Il est principalement connu pour son travail à la World Wrestling Federation (WWF) où il a remporté le WWF Intercontinental Heavyweight Championship et a été double WWF World Heavyweight Champion et où il a été commentateur en 1991. Il quitte la WWF fin 1994 pour la World Championship Wrestling et a été quadruple champion du monde poids-lourds de la WCW. Durant la plus grande partie de son passage à la WWF, il fut managé par sa femme Miss Elizabeth, avec laquelle il se maria le 30 décembre 1984.

## Carrière

### Débuts

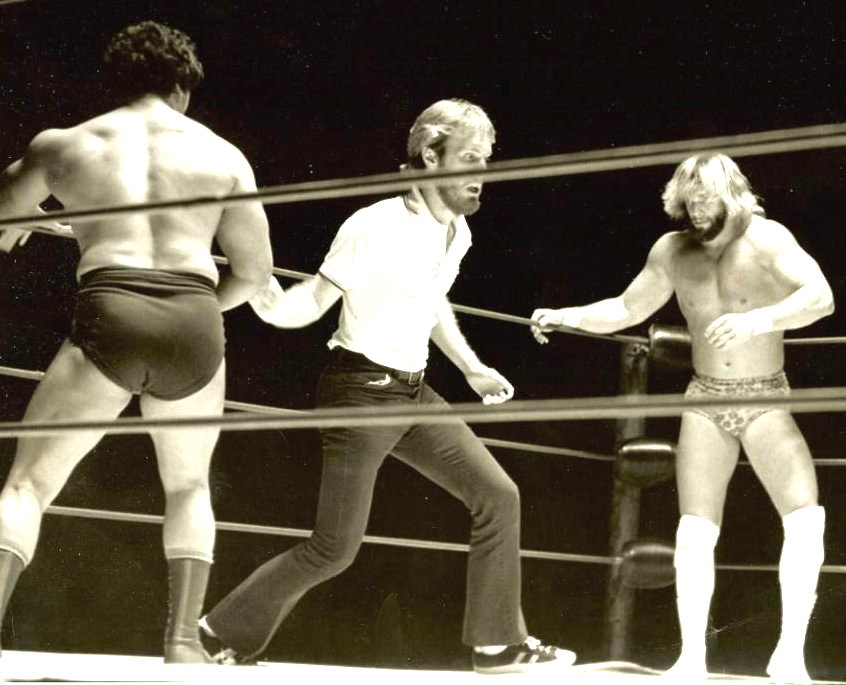
Savage (à droite) s'apprête à se battre contre Roberto Soto lors d'un match à Macon en Géorgie le 23 août 1977

Poffo est né à Columbus, Ohio de Angelo Poffo, un italo-américain catholique et de Judy, une américaine juive. Il a poursuivi ses études à la Downers Grove North High School dans les environs de Chicago dans l'Illinois, d'où il est diplômé en 1971. Il devient par la suite joueur à la Ligue mineure de baseball dans les Cardinals de Saint-Louis, Reds de Cincinnati et White Sox de Chicago. Il a étudié à l'Université du Sud de l'Illinois à Carbondale,.
Son père, Angelo Poffo, a été aussi catcheur dans les années 1950 et 60. Le frère de Randy Savage, Lanny Poffo, eut une carrière plus modeste en tant que catcheur, sous les noms de « Leaping Lanny Poffo » et « The Genius ».
Randy Savage s'est tourné dans le début des années 1970 vers le catch et a commencé à combattre masqué sous le nom de Spider contre Paul Christy.
C'est son père qui créa la International Championship Wrestling (ICW) où il sera Champion du Monde Poids-Lourd de l'ICW et où il utilise pour la première fois le nom de ring de Randy Savage à la suite d'un commentaire d'Ole Anderson. La ICW sera finalement de courte durée et Randy et Lanny rejoignaient Memphis, et la Continental Wrestling Association de Jerry Lawler (leur ancien rival). Savage rivalisait avec Lawler pour le AWA Southern Heavyweight Championship alors que lui et Lanny combattaient The Rock 'n' Roll Express avec un match fameux le 25 juin 1984 à Memphis, où Savage (kayfabe) blessait Ricky Morton en effectuant un piledriver sur une table, ce qui donne la victoire à l'Express par disqualification. Plus tard en 1984, Savage devenait face et allié avec Lawler contre la First Family de Jimmy Hart, seulement pour devenir heel contre Lawler début 1985 pour le titre, qui finissait avec Lawler battant Savage dans un loser-leaves-town match le 8 juin à Nashville, Tennessee.

### World Wrestling Federation (1985-1994)

#### Champion intercontinental (1985-1987)
En juin 1985, Savage signait avec la World Wrestling Federation de Vince McMahon. Sa première apparition est à Tuesday Night Titans en battant Aldo Marino en faisant plusieurs diving elbow drop, des descentes du coude du haut de la troisième corde. Ce soir là un grand nombre de managers de la WWF ont offert leurs services à Savage (notamment Bobby Heenan, Jimmy Hart, et Freddie Blassie). Savage a rejeté toutes ces offres, prenant la débutante Miss Elizabeth comme manager. Il a fait ses débuts en pay-per-view à The Wrestling Classic le 7 novembre 1985, où il a battu Ivan Putski, Ricky « the Dragon » Steamboat, et le Dynamite Kid avant de tomber face à Junkyard Dog en finale d'un tournoi à six et il perd par décompte à l’extérieur.
Il a battu Tito Santana pour remporter le Championnat Intercontinental de la WWF au Boston Garden le 8 février 1986 en utilisant un objet en fer illicite. Par la suite il est entré dans des rivalités avec Bruno Sammartino et George Steele.
Sa rivalité avec Steele a commencé le 4 janvier 1986 à Saturday Night's Main Event à la suite de la victoire de Savage et se termine à WrestleMania 2 par la victoire du Macho Man.
Savage a par la suite une rivalité avec Ricky Steamboat qui se termine lors d'un match pour le Championnat Intercontinental à WrestleMania III qu'il perd. Ce match a été le point culminant d'une longue rivalité qui a vu Savage briser le larynx de Steamboat dans le kayfabe. Ce match aura été celui de l'année 1987, selon le Wrestling Observer Newsletter. Et selon René Goulet, un ancien catcheur québécois qui travaillait à la WWF, Savage aurait rédigé toute cette rivalité.

#### WWF World Heavyweight Champion and The Mega Powers (1987-1989)

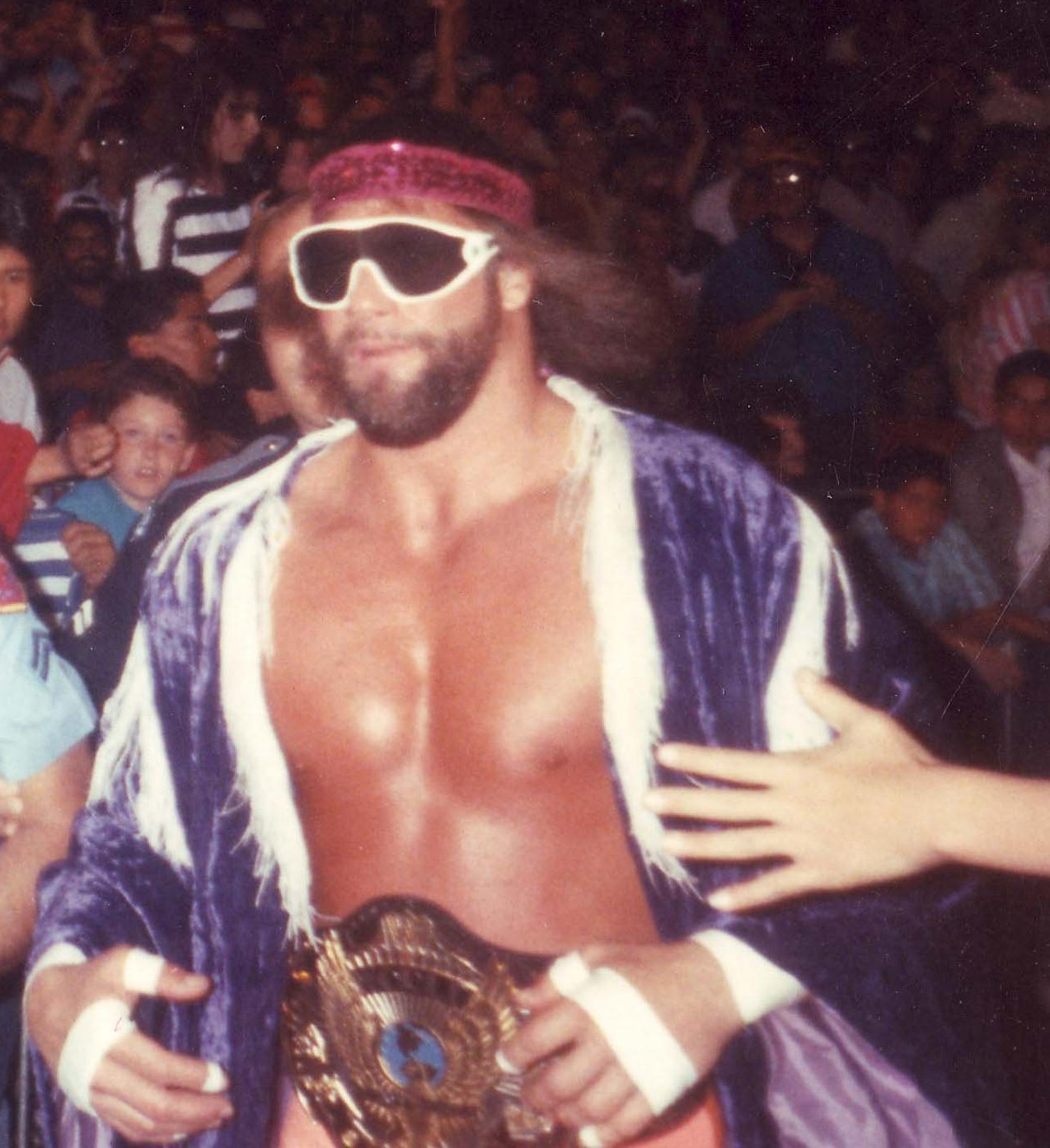
Savage entrant sur le ring avec le WWF World Heavyweight Championship

Savage est devenu face plus tard en 1987 après avoir reçu les encouragements inattendus des fans pour son charisme, ses habilités sur le ring et la présence de Miss Elizabeth et débutait aussi une rivalité avec The Honky Tonk Man après que ce dernier se fut référé comme « le plus grand champion Intercontinental de tous les temps ». Au Saturday Night's Main Event, en octobre 1987, il solidifiait son statut de favori du public quand Elizabeth l'a sauvé d'un passage à tabac des hommes de Jimmy Hart, du Honky Tonk Man et de la Hart Foundation. Ce segment fut d'ailleurs l'un des moments ayant attiré le plus de téléspectateurs dans l'histoire de la WWF.
Par la suite il remporte le tournoi King of the Ring en battant King Kong Bundy en finale. Il participe au tournoi pour le titre de Champion de la WWF à la suite de l'annulation de la vente du titre d'André The Giant à Ted DiBiase en février 1988. À WrestleMania IV il devient Champion de la WWF en battant Ted DiBiase en finale d'un tournoi grâce à l'intervention d'Hulk Hogan qui est venu aux abords du ring pour éviter qu'Andre n'intervienne en faveur du Million Dollar Man.
Hogan et Savage ont régné ensemble sur la WWF en formant une équipe surnommé The Mega Powers. Ils ont continué leur rivalité avec DiBiase et André à SummerSlam où les Mega Powers ont remporté leur match en équipe arbitré par Jesse Ventura.
Au Royal Rumble 1989 Hogan élimine accidentellement Savage mais ce dernier est revenu sur le ring pour en découdre avec le « Hulkster » mais Miss Elizabeth est arrivée pour les réconcilier. Le 3 février, lors d'un combat opposants les Mega Powers aux Twin Towers (Akeem et Big Bossman) Miss Elizabeth est blessé (kayfabe) après que Savage ait été éjecté du ring par Akeem. À la suite de cet accident Hogan a fait du bouche à bouche à Elizabeth ce qui a déplu au Macho Men puis Hogan a emmené Elizabeth à l'infirmerie laissant Savage seul pendant de longues minutes. Quand Hogan revient Savage lui donne une baffe pour lui faire le tag et part à l'infirmerie. Après le combats ces derniers ont une altercation à l'infirmerie. Savage accuse Hogan d'avoir couché avec Elizabeth pendant un voyage. Savage et Hogan ont une relation tendue depuis ce jour. Cette rivalité aboutit à un match pour le Championnat de la WWF à WrestleMania V qu'Hogan remporte.

#### Macho King (1989-1990)
Il remplace Elizabeth par Sensational Sherri. Savage fait équipe avec Zeus, un des personnages de Cadence de combat interprété par Tom Lister, Jr., produit par la WWF et qui met à l'honneur Hulk Hogan, face à The Mega-Maniacs (Hogan and Brutus Beefcake) où Savage et Zeus perdent tout comme lors du match opposant les deux équipes dans le film,.
Savage devient le Macho King après sa victoire sur Jim Duggan fin août et Sherri prend le surnom de Queen Sherri. Le 21 janvier 1990 lors du Royal Rumble, il attaque Dusty Rhodes au cours du Brother Love Show (un segment d'interview animé par Brother Love) où Queen Sherri et Sapphire (en) se sont elles aussi battu. Plus tard dans la soirée au cours du  Royal Rumble match, Savage est éliminé par Rhodes. Le 23 février, Savage perd un match pour le championnat poids-lourds de la WWF d'Hogan, match dont l'enforcer est le champion du monde de boxe James Douglas. Sa rivalité avec Rhodes a donné lieu au premier match mixte par équipe de la fédération que Savage et Queen Sherrie ont remporté face à Rhodes et Sapphire à WrestleMania VI le 1er avril. Cette rivalité a continué par la suite et a donné lieu à deux affrontements entre Savage et Rhodes à SummerSlam le 27 août où Rhodes a perdu après avoir vu Sapphire partir avec Ted DiBiase. Le 13 octobre, cette rivalité s'est conclue par la défaite de Rhodes par décompte à l'extérieur après qu'il a attaqué DiBiase et Virgil.

#### Retraite et réconciliation puis mariage avec Miss Elizabeth (1991)
En 1991, il commence une rivalité avec l'Ultimate Warrior en intervenant dans le match opposant ce dernier à Sgt. Slaughter 19 janvier permettant ainsi à ce dernier de reporter le championnat du monde poids-lourds de la WWF. Deux jours plus tard les deux hommes se sont affrontés dans un match en cage remporté par Savage qui a réussi à sortir de la cage. Finalement cette rivalité s'est conclue à WrestleMania VII dans un match où la carrière du perdant est en jeu remporté par le Warrior et qui marque la fin de l'alliance avec Sherri qui l'attaque avant que Miss Elizabeth qui est dans le public ne vienne en aide à Savage.
Il devient alors commentateur aux côtés de Vince McMahon et de Roddy Piper ce qu'il a déjà commencé le 11 mars aux enregistrements de WWF Superstars. En juillet, au cours d'une interview avec Gene Okerlund, Elizabeth déclare sa flamme à Savage qui est à l'époque son époux en dehors des rings ; il la rejoint et lui demande si elle veut bien l'épouser à SummerSlam ce à quoi elle répond par un « Oh yeah ! ». Lors de la cérémonie organisée à SummerSlam, il découvre un cobra dans les cadeaux qui a été déposé par Jake « The Snake » Roberts. Quelques semaines plus tard à WWF Superstars, Roberts provoque son rival qui vient alors l'attaquer mais « The Snake » prend rapidement le dessus avant de lâcher un cobra près du visage de son rival. À la suite de cela, le président de la WWF à l'écran Jack Tunney lui donne l'autorisation de retourner sur les rings et le 3 décembre à Tuesday in Texas que Savage remporte avant d'être attaqué par son adversaire après le match,. Cette rivalité se conclut le 8 février 1992 par la victoire de Savage.

#### WWF World Heavyweight Champion et départ (1992-1994)
Entretemps, Savage a participé au Royal Rumble match le 19 janvier où il a été éliminé par Ric Flair qui a remporté le match ainsi que le titre de champion du monde poids-lourds de la WWF vacant. Début février, la WWF annonce qu'Hulk Hogan va affronter Flair à WrestleMania VIII, mais ce dernier étant en rivalité avec Sid Vicious, Savage est désigné le 15 février comme l'adversaire de Flair pour le titre et au cours des semaines suivante, Flair laisse entendre qu'il aurait eu une aventure avec Miss Elizabeth,. Le 5 avril à WrestleMania VIII, il remporte son match face à Flair et devient pour la deuxième fois champion du monde poids-lourds de la WWF. Il défend son titre avec succès face à Shawn Michaels au cours de la tournée européenne le 19 avril. Le 29 août à SummerSlam, il affronte l'Ultimate Warrior dans un match de championnat qui voit la défaite de Savage par décompte à l'extérieur à la suite de l'intervention de Flair et Mr Perfect. Le 1er septembre, Flair met fin au règne de Savage avec l'aide de Razor Ramon qui attaque Savage dans les dernières minutes du match.
Après cette défaite, il retourne à la table des commentateurs et le 11 janvier 1993 il officie au micro lors du tout premier WWF Monday Night RAW,,.
Il participa au Royal Rumble 1993 en dernière position, mais est éliminé par le vainqueur Yokozuna.

### World Championship Wrestling (1994-2000)
À la WCW, il a eu de nombreuses rivalités dont les plus mémorables étaient contre Ric Flair et Diamond Dallas Page
Durant son passage à la WCW, il a été dans le groupe de NWO WOLF pack, avec Sting, Lex Luger, Kevin Nash.
Lors de Halloween Havoc 1995 il bat Lex Luger. Il a remporté une Bataille Royale de 60 hommes sur trois ring à WCW World Of War 3 1995 pour remporter le vacant Championnat du Monde Poids-Lourd de la WCW d'une façon controversée, Kevin Nash déguisé en Sting arrive depuis le toit et Hulk Hogan décide de s'éliminer lui-même faisant croire aux spectateurs que c'est le vrai Sting mais Nash montre la supercherie une fois que Savage est déclaré vainqueur. Il perd le titre un mois plus tard à Starrcade face à Ric Flair pour à nouveau récupérer le titre au Nitro du 22 janvier 1996. Il perd à nouveau le titre dans un Steel Cage match face à Ric Flair à WCW SuperBrawl VI à la suite de la trahison de Miss Elizabeth en donnant une chaussure à Ric Flair qui a frappé Randy Savage et ensuite fait le tombé.

### Total Nonstop Action Wrestling (2004-2005)
Hulk Hogan tenta de le faire revenir à la TNA. Des rumeurs disent qu'il était proche de signer un contrat pour des apparitions futures en 2010 dans la fédération d'Orlando.
Il apparaît aussi dans le jeu de catch WWE All Stars en tant que légende en faisant une promo digne des années 1980.

## Décès
Dans la matinée du 20 mai 2011, Savage meurt d'une crise cardiaque alors qu'il conduisait avec sa femme dans le comté de Seminole, en Floride, une ville proche de Tampa Bay. Il avait 58 ans. Savage ne répondit plus puis perdit le contrôle de sa Jeep Wrangler et s'écrasa dans un arbre.
Les premiers rapports de sa mort ont indiqué qu'il avait été tué dans la collision ; en fait, lui et sa femme portaient leurs ceintures de sécurité et n'ont subi que des blessures mineures dans l'accident. L'autopsie effectuée par le médecin légiste du comté a découvert qu'il avait une hypertrophie du cœur. Le seul médicament trouvé dans sa voiture était un analgésique et de l'alcool. Savage n'avait jamais été traité pour des problèmes cardiaques et il n'y avait pas de preuve qu'il était au courant de son état cardiaque.
Le 6 juin 2011, Vince McMahon, avec lequel Savage avait des différends depuis son départ de la société en 1994, lui a rendu hommage dans un article du magazine Time. Il décrit Savage comme « extrêmement charismatique » et comme « l'un des plus grands lutteurs de tous les temps ».

## Palmarès
- Continental Wrestling Association
  - 2 fois AWA Southern Heavyweight Championship
  - 1 fois CWA International Heavyweight Championship
  - 3 fois NWA Mid-America Heavyweight Championship
- Grand Prix Wrestling
  - 1 fois GPW International Heavyweight Championship
- Gulf Coast Championship Wrestling
  - 1 fois NWA Gulf Coast Tag Team Championship avec Lanny Poffo
- International Championship Wrestling
  - 3 fois ICW World Heavyweight Championship
- Pro Wrestling Illustrated
  - Retour de l'année 1995[53]
  - Rivalité de l'année 1997 vs. Diamond Dallas Page[54]
  - Match de l'année 1987 vs. Ricky Steamboat à WrestleMania III[55]
  - Catcheur le plus haï de l'année 1989[56]
  - Catcheur le plus populaire de l'année 1988[57]
  - Catcheur de l'année 1988[58]
  - Classé 2e des 500 meilleurs catcheurs en 1992[59]
  - Classé 9e au classement des 500 meilleurs catcheurs depuis 1971 établit en 2003[60]
  - Classé 57e des 100 meilleures équipes avec Hulk Hogan en 2003[61]
- United States Wrestling Association
  - 1 fois USWA Unified World Heavyweight Championship[62]
- World Championship Wrestling
  - 4 fois WCW World Heavyweight Championship[63]
  - WCW World War 3 (1995)
- World Wrestling Council
  - 1 fois WWC North American Heavyweight Championship
- World Wrestling Federation/Entertainment
  - 2 fois WWF World Heavyweight Champion[64]
  - 1 fois WWF Intercontinental Heavyweight Champion[65]
  - Roi du ring en 1987 de la WWF
  - WWE Hall of Famer de la classe 2015
- Wrestling Observer Newsletter awards
  - Match de l'année 1987 (vs. Ricky Steamboat à WrestleMania III)[66]
  - Pire match de l'année (avec Hulk Hogan vs. Arn Anderson, Meng, The Barbarian, Ric Flair, Kevin Sullivan, Z-Gangsta et The Ultimate Solution dans un match en cage à Uncensored)[67]
  - Membre du Wrestling Observer Hall of Fame (1996)

## Filmographie
- 1999 : Walker Texas Ranger de Michael Preece (Les gladiateurs) : Prisonnier
- 2000 : Ready to Rumble de Brian Robbins : lui-même
- 2002 : Spider-Man de Sam Raimi : Bone Saw McGraw